# Michael Brehl
Michael Brehl C.SS.R. (ur. 7 stycznia 1955 w Toronto) – ksiądz katolicki, zakonnik, w latach 2009-2022 Przełożony Generalny Zgromadzenia Redemptorystów (CSsR),  biskup diecezjalny Pembroke od 2024.  

## Życiorys
Urodził się jako trzecie spośród siedmiorga dzieci. Uczęszczał do szkoły podstawowej Holy Cross, szkoły średniej Neil McNeil oraz St. Michael College przy Uniwersytecie w Toronto. Jest on absolwentem tego Uniwersytetu. W 1975 wstąpił do nowicjatu redemptorystów w Toronto.
Pierwsze śluby w Zgromadzeniu złożył 15 sierpnia 1976; święcenia kapłańskie przyjął 15 marca 1980.
Jako diakon, a po święceniach jako kapłan, pełnił posługę w parafii św. Jana w Nowej Fundlandii a następnie w Ontario – w Sudbury, Windsor i Toronto. Był także członkiem zespołu misyjnego redemptorystów, głosząc misje i rekolekcje we wschodniej Kanadzie.
Przez dziewięć lat był zaangażowany w formację początkową młodych redemptorystów, pełniąc funkcję mistrza nowicjatu i dyrektora formacji. Był zaangażowany w duszpasterstwo młodzieży i młodzieży dorosłej, we współpracę ze świeckimi oraz w duszpasterstwo społeczne.
O. Brehl udzielał się na forum ogólnoświatowym Zgromadzenia Redemptorystów, będąc członkiem Sekretariatu Formacji, Charyzmat 2000 oraz pracując w Centralnej Komisji Przygotowawczej do dwóch Kapituł Generalnych. Należał do Komisji Teologicznej Kanadyjskiej Konferencji Zakonnej.
W Prowincji Edmonton był członkiem Rady Prowincjalnej, pełniąc przez osiem lat urząd Przełożonego Prowincjalnego. W 2009 został wybrany na Przełożonego Generalnego Zgromadzenia. Zastąpił na tym stanowisku ojca Josepha Williama Tobina. W 2015 wybrany został wiceprzewodniczącym Unii Wyższych Przełożonych. We wrześniu 2022 zakończył sprawowanie funkcji przełożonego generalnego Zgromadzenia Redemptorystów oraz zasiadanie w Unii Wyższych Przełożonych. Na stanowisku przełożonego całego zgromadzenia redemptorystów zastąpił go o. Rogerio Gomes.
Po ustąpieniu z urzędu generała został wikariuszem parafii św. Patryka w Toronto, a w 2024 został wybrany przełożonym kanadyjskiej prowincji zakonnej.
Redemptorysta jest znany z częstych występów w katolickiej stacji telewizyjnej EWTN.
11 czerwca 2024 papież Franciszek prekonizował go biskupem diecezjalnym Pembroke. 
15 sierpnia 2024 otrzymał święcenia biskupie, których mu udzielił arcybiskup Marcel Damphousse. Jako dewizę biskupią przyjął słowa Quodcumque dixerit vobis facite (Zróbcie wszystko cokolwiek wam powie).   